# Косовска битка (1448)
Вижте пояснителната страница за други значения на Косовска битка.
Косовската битка (17 – 20 октомври 1448) е сражение между войските на унгарския управител Янош Хуняди и османския султан Мурад II, състояло се на Косово поле.
Поражението на Хуняди бележи краха на последния опит за изтласкване на османците от Балканите през Средновековието.

## Предистория
Изходът от битката при Варна през 1444 г. не отказва Хуняди от офанзивни действия срещу османците. Окуражен от успешното въстание на албанците начело със Скендербег, четири години по-късно той потегля на нов поход южно от Дунав с 24-хилядна войска, в която влизат и 8000 власи. Опасявайки се от османско отмъщение, в случай, че унгарците бъдат победени, сръбският владетел Георги Бранкович отказва да се присъедини към Хуняди и в отговор на това земите му са опустошени.
Целта на унгарско-влашките войски е да се съединят със силите на Скендербег. Преди да стигнат Албания, те са пресрещнати от Мурад II на Косово поле.

## Развой на битката
Въпреки численото си превъзходство османците (към 60 000 души) възприемат отбранителна тактика. Пред целия им фронт е издигната палисада с ров. В центъра зад укрепление от коли (заимстван от хуситския вагенбург) са разположени еничари с мускети и артилерия. От двете им страни е разположена османската конница. Хуняди разполага силите си по същия начин. На еничарите той противопоставя наемници от Германия и Бохемия, въоръжени също с огнестрелно оръжие.
В първия ден на битката (17 октомври) се водят схватки с малък мащаб. На 18 октомври Хуняди преминава в настъпление, атакува левия османски фланг, но е отблъснат. Без успех завършва и щурмът на еничарските укрепления през нощта. Решителен за изхода на битката е третият ден (19 октомври), когато привидно отстъпление на османските крила примамва унгарската армия да атакува отново в центъра. При последвалата османска контраатака влашките съюзници на Хуняди минават на страната на Мурад. Остатъците от унгарската армия отстъпват в укрепения си лагер, който е щурмуван и превзет от османците на 20 октомври.

## Последици
След разгрома на Косово поле Янош Хуняди е задържан за заложник от Георги Бранкович, но скоро след това е освободен срещу обещание за откуп. През 1453 Мехмед II завладява Константинопол, а няколко години по-късно и Сърбия, но османското настъпление към Централна Европа е спряно от Хуняди пред Белград през 1456 г.